# Korea Open 1994
Die Korea Open 1994 im Badminton fanden vom 25. bis zum 30. Januar 1994 im Seoul National University Gymnasium in Seoul statt. Das Preisgeld betrug 125.000 US-Dollar. Es war die 4. Auflage der Korea Open. Hauptsponsor des Turniers war die koreanische Regierung. 244 Spieler aus 17 Ländern nahmen am Turnier teil, welches von KBS im Fernsehen übertragen wurde.

## Sieger und Platzierte
| Disziplin    | Gold                              | Silber                         | Bronze                          |
| ------------ | --------------------------------- | ------------------------------ | ------------------------------- |
| Herreneinzel | Ardy Wiranata                     | Hermawan Susanto               | Kim Hak-kyun                    |
| Herreneinzel | Ardy Wiranata                     | Hermawan Susanto               | Thomas Stuer-Lauridsen          |
| Dameneinzel  | Bang Soo-hyun                     | Kim Ji-hyun                    | Hu Ning                         |
| Dameneinzel  | Bang Soo-hyun                     | Kim Ji-hyun                    | Ra Kyung-min                    |
| Herrendoppel | Peter Axelsson Pär-Gunnar Jönsson | Ricky Subagja Denny Kantono    | Imay Hendra Dicky Purwotjugiono |
| Herrendoppel | Peter Axelsson Pär-Gunnar Jönsson | Ricky Subagja Denny Kantono    | Choi Ji-tae Kim Dong-moon       |
| Damendoppel  | Chung So-young Gil Young-ah       | Chen Ying Wu Yuhong            | Lin Yanfen Pan Li               |
| Damendoppel  | Chung So-young Gil Young-ah       | Chen Ying Wu Yuhong            | Jang Hye-ock Shim Eun-jung      |
| Mixed        | Michael Søgaard Gillian Gowers    | Peter Axelsson Marlene Thomsen | Jang Hye-ock Yoo Yong-sung      |
| Mixed        | Michael Søgaard Gillian Gowers    | Peter Axelsson Marlene Thomsen | Ha Tae-kwon Kim Shin-young      |

## Finalergebnisse
| Disziplin    | Sieger                            | Finalist                       | Ergebnis    |
| ------------ | --------------------------------- | ------------------------------ | ----------- |
| Herreneinzel | Ardy Wiranata                     | Hermawan Susanto               | 15-5, 15-8  |
| Dameneinzel  | Bang Soo-hyun                     | Kim Ji-hyun                    | 11-5, 11-5  |
| Herrendoppel | Pär-Gunnar Jönsson Peter Axelsson | Ricky Subagja Denny Kantono    | 17-14, 15-7 |
| Damendoppel  | Chung So-young Gil Young-ah       | Chen Ying Wu Yuhong            | 15-8, 15-12 |
| Mixed        | Michael Søgaard Gillian Gowers    | Peter Axelsson Marlene Thomsen | 15-12, 15-9 |